# Batalla de Cresson
La batalla de Cresson fou una petita batalla, lluitada l'1 de maig del 1187 a les fonts de Cresson, a prop de Natzaret. Fou el preludi de la decisiva derrota de l'exèrcit cristià del Regne de Jerusalem en la batalla de les Banyes de Hattin, dos mesos després.

## Antecedents
La situació política a Jerusalem era tensa a causa de les faccions rivals entre les dues branques de la família governant. Ramon III de Trípoli, que havia estat regent de Balduí V de Jerusalem, es negava a acceptar Guiu de Lusignan com a rei, quan el jove Balduí morí el 1186. S'organitzà una ambaixada formada pel mestre templer, Gerard de Ridefort, el mestre dels hospitalers Roger de Moulins, Balian d'Ibelin, l'arquebisbe de Tir Joscius, i Reginald Grenier, senyor de Sidó, per anar a Tiberíades convèncer Ramon de cedir en bé de la cristiandat.

## Batalla

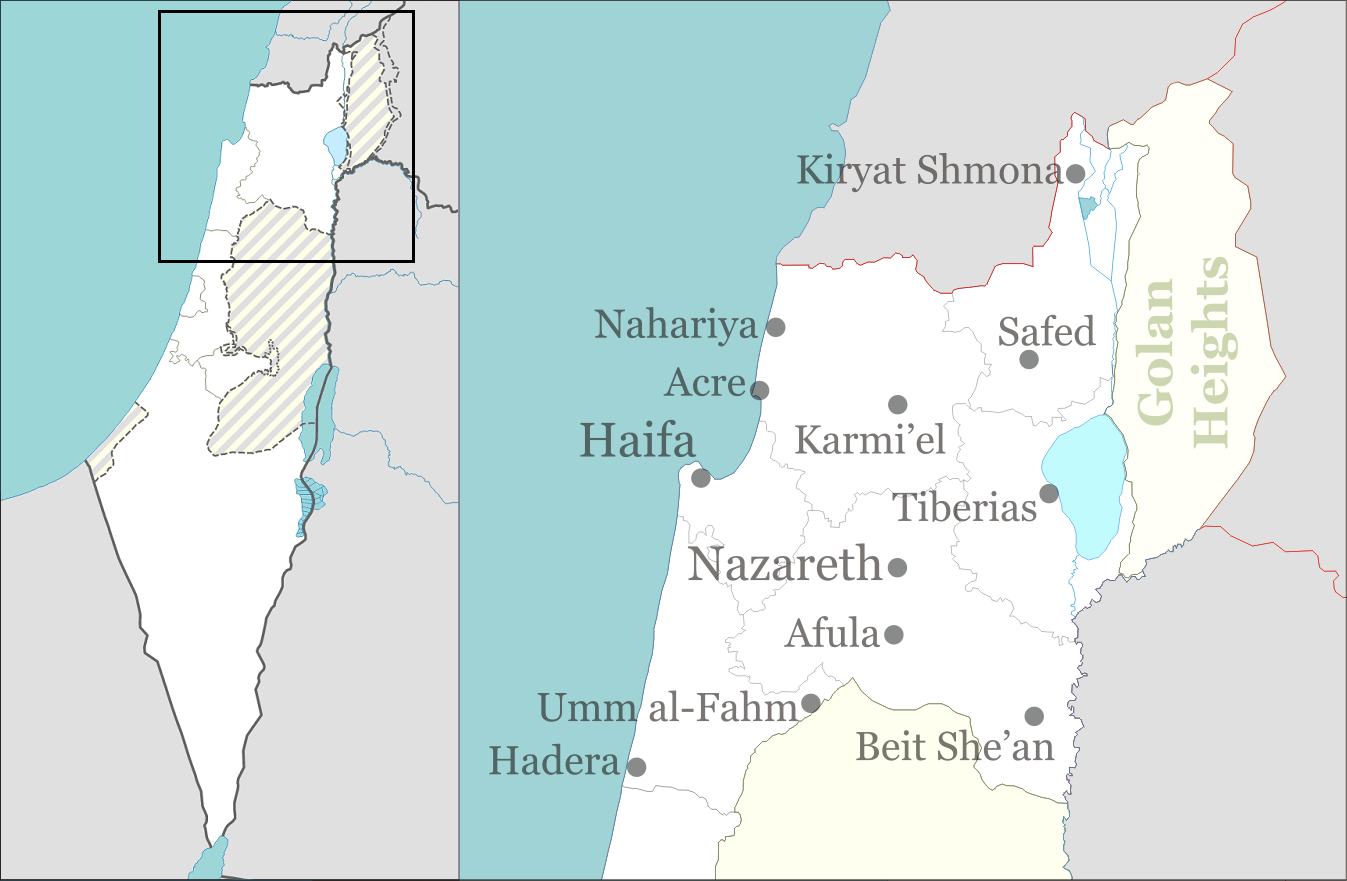

Saladí, soldà de la dinastia aiúbida que governava Síria i Egipte, envià un petit escamot a Tiberíades, comandat per l'emir Muzaffar al-Din Gokburi, per venjar l'atac de l'exèrcit cristià de Reinald de Châtillon, príncep d'Antioquia, a una caravana de musulmans. Ramon III de Trípoli esperava aliar-se amb Saladí per enderrocar Guiu i, per això, permeté que l'exèrcit de Muzaffar passés per les seves terres el 30 d'abril, tot i que avisà als ambaixadors cristians quan aquests arribaren a Natzaret. En sentir la notícia, Gerard de Ridefort, aplegà ràpidament un petit exèrcit consistent en els membres templers del fortins de Qaqun i Afula, que s'uní als ambaixadors acampats a Natzaret, en totat un grup d'uns 130 cavallers. Balian d'Ibelin s'havia separat dels altres ambaixadors en passar pel seu feu de Nablus i els havia dit que els encalçaria l'endemà, però l'endemà no es donà pressa per tornar amb ells sinó que s'aturà en l'església de Sebastia a sentir missa.
Sembla que, en la rodalia hi havia un exèrcit aiúbida més nombrós, comandat pel fill de Saladí, Al Àfdal, en un lloc anomenat Al Qahwani, però no veié necessari participar en la batalla.
Gerard arribà al castell de Cresson l'1 de maig i, segons es diu en l'Itinerarium Peregrinorum et Gesta Regis Ricardi, un text anònim cristià que narra la tercera croada:

«Saladí aplegà forces armades i marxà violentament a atacar Palestina. Envià l'emir d'Edessa, Manafaradin (Muzaffar al-Din Gokburi), encapçalant 7.000 turcs a assolar Terra Santa. Llavors, quan aquest Manafaradin avançava per la regió de Tiberíades, succeí que es topà amb el mestre templer Gerard de Ridefort i amb el mestre hospitaler Roger des Moulins. En la inesperada batalla que seguí, feu fugir el primer i matà al segon.» 
Els musulmans fingiren una retirada, una tàctica freqüent que no hauria hagut d'enganyar a Gerard; però així i tot, el mestre templer caigué en el parany i manà una persecució, desoint el consell de Roger, maniobra que deixà la cavalleria separada dels soldats a peu. Els musulmans se'n desferen fàcilment de l'atac, mataren els exhaustes cavallers, després anaren a pels que lluitaven dempeus. Gerard fou ferit, però sobrevisqué; tanmateix, gairebé tota la resta moriren. Segons la versió de l'Itinerarium, Gerard no es llançà a un atac directe envers l'enemic, sinó que foren assaltats per sorpresa. Aquest text també narra l'heroica actuació d'un templer anomenat Jakelin de Mailly, que, quan tots els seus company ja havien estat matats, no es donà per vençut i continuà lluitant en solitari amb una sola fins a caure ell també mort.

## Conseqüències
Quan Balian d'Ibelin arribà al castell de La Fève, on havia quedat que els templers i els hospitalers acamparien, es trobà les tendes buides. Demanà al seu escuder Ernoul que s'avancés i li portés notícies. Aquest es trobà amb alguns supervivents, que li explicaren la desastrosa batalla que s'havia produït. Balian arribà a Tiberíades, on s'entrevistà amb Ramon, el qual s'oferí a escortar-lo de tornada a Jerusalem.
Ramon acceptà finalment reconèixer Guiu com a rei, però el mal efectuat havia estat sever, i des de llavors Gerard i Reinald consideraren Ramon un traïdor. Això no obstant, Guiu, sabent que Saladí preparava un altre atac al seu reialme, no permeté que la disputa amb Ramon continués i li donà la benvinguda.
Saladí tornaria a atacar el 4 de juliol a les Banyes de Hattin i després ocuparia Jerusalem.

## La disparitat segons les fonts
Aquesta batalla és esmentada per diversos textos d'aquella època, els quals la narren de manera considerablement diferent. Són cròniques que tendeixen a estar influïdes per un text en llatí anomenat De expugnatione Terrae Sanctae libellus.
L'abans esmentat Itinerarium fou escrit probablement a finals de la dècada del 1190 o a començaments del segle xiii, basat en narracions de membres de la croada comandada per Ricard Cor de Lleó i altres fonts.
Una altra crònica que en parla és la Continuation de Guillaume de Tyr, escrita en francès antic, probablement feta en la dècada del 1230. La informació del relat que inclou sembla que vindria d'Ernoul, l'escuder de Balian, però ell viatjava amb el seu senyor quan va passar la batalla, per tant la seva informació no és de primera mà.
Gerard de Ridefort també narrà breument la batalla en un text que el papa Urbà III envià a Balduí d'Exeter, arquebisbe de Canterbury.
Hi ha una crònica en àrab, feta per Bahà-ad-Din ibn Xaddad, que narra breument l'expedició de Saladí però que no esmenta Cresson; segons aquest text, un escamot d'avantguarda romangué a Hawran mentre Saladí estava a Damasc.